# Bodo Kaltenboeck
Bodo Kaltenboeck (* 15. Dezember 1893 in Stuttgart; † 5. November 1939 in Kritzendorf bei Wien) war ein österreichischer Schriftsteller.

## Leben
Bodo Kaltenboeck war eines von sechs Kindern des österreichischen Schriftstellers Johannes Kaltenboeck (1853–1927). Im Ersten Weltkrieg war er Offizier im k.u.k. Infanterieregiment „Ritter von Milde“ Nr. 17. 1933 wurde er Schriftleiter von Heimwehr-Zeitungen und Heimwehr-Lyriker. Später wandte er sich der illegalen NSDAP zu, beantragte am 30. Juni 1938 die Aufnahme in die Partei und wurde rückwirkend zum 1. Mai desselben Jahres aufgenommen (Mitgliedsnummer 6.196.996). Literarische Bedeutung haben sein Kriegsroman Armee im Schatten (1932) sowie Der Unfug in der Ortenau (1937).

## Werke
- Armee im Schatten, 1932
- Der Unfug in der Ortenau, 1937